# Chen Xiaomin
Chen Xiaomin (chinesisch 陳小敏 / 陈小敏, Pinyin Chén Xiǎomǐn, * 7. Februar 1977) ist eine ehemalige chinesische Gewichtheberin.

## Werdegang
Chen Xiaomin stammt aus Heshan in der Provinz Guangdong. Sie begann 1989 im Alter von zwölf Jahren mit dem Gewichtheben. 1991 schaffte sie den Sprung in die Provinzauswahl von Guangdong und 1992 in die chinesische Nationalmannschaft. Die 1,58 m große Sportlerin wurde 1993 mit 16 Jahren chinesische Meisterin und in Melbourne Weltmeisterin. Bis 1997 blieb sie bei allen Starts ungeschlagen. 1998 und 1999 ließ sie es ruhiger angehen, feiert aber im Jahr 2000 mit dem Olympiasieg in Sydney den bis dato größten Erfolg ihrer Laufbahn.
Chen studierte am Guangdong Business College Rechtswissenschaften.

## Erfolge
(OS = Olympische Spiele, WM = Weltmeisterschaft, KG = Körpergewicht)
- 1993, 1. Platz, Chines. National-Spiele, bis 54 kg KG;
- 1993, 1. Platz, WM in Melbourne, bis 54 kg Kg, mit 200 kg, vor Robin Goad, USA, 177,5 kg und Karnam Malleswari, Indien, 177,5 kg;
- 1994, 1. Platz, Chines. Meisterschaft, bis 59 kg KG;
- 1994, 1. Platz, Asian Games in Hiroshima, bis 59 kg KG, mit 220 kg;
- 1995, 1. Platz, WM in Guangzhou, bis 59 kg KG, mit 215 kg, vor N. Laxmi, Indien, 202,5 kg und Wu Mei-Yi, Taiwan, 195 kg;
- 1996, 1. Platz, Asian Games, bis 59 kg KG, mit 207,5 kg;
- 1996, 1. Platz, WM in Warschau, bis 59 kg KG, mit 207,5 kg, vor Maria Christoforidis, Griechenland, 197,5 kg und Y. Takahashi, Japan, 197,5 kg;
- 1997, 1. Platz, Asiatische Meistersch., bis 64 kg KG, mit 237,5 kg;
- 2000, 1. Platz, Asian Games in Ōsaka, bis 69 kg KG, mit 235 kg;
- 2000, Goldmedaille, OS in Sydney, bis 63 kg KG, mit 242,5 kg, vor Walentina Popowa, Russland, 235 kg und Ioanna Chatzioannou, Griechenland, 222,5 kg

## Medaillen Einzeldisziplinen
(bei Olympischen Spielen werden keine WM-Medaillen mehr vergeben)
- WM-Goldmedaillen: 1993, Reißen, 90 kg – 1993, Stoßen, 110 kg – 1995, Reißen, 92,5 kg – 1995, Stoßen, 122,5 kg – 1996, Reißen, 97,5 kg
- WM-Silbermedaille: 1996, Stoßen, 110 kg

## Weltrekorde
- 1993, Reißen, 90 kg,
- 1993, Stoßen, 110 kg,
- 1993, Zweikampf, 200 kg,
- 1994, Reißen, 97,5 kg,
- 1994, Stoßen, 122,5 kg,
- 1994, Zweikampf (bis 59 kg Körpergewicht), 220 kg,
- 1995, Stoßen, 123,5 kg,
- 1996, Reißen, 99 kg,
- 1997, Reißen (bis 64 kg Körpergewicht), 107,5 kg